# Cyperus lacunosus
Cyperus lacunosus là loài thực vật có hoa trong họ Cói. Loài này được Griseb. mô tả khoa học đầu tiên năm 1866.